# František Hanus (pěvec)
František Hanus (2. září 1888, Dukovany – 3. dubna 1946, Valašské Meziříčí) byl český pedagog a pěvec.

## Biografie
František Hanus se narodil v roce 1888 v Dukovanech, v roce 1907 odmaturoval na učitelském ústavu v Brně, kde byli jeho pedagogy Leoš Janáček a Josef Vach, zároveň studoval i sólový zpěv pod vedením Valentina Šindlera. Na dráhu pedagoga se vydal po studiu, zpočátku učil v Krásně nad Bečvou a následně přešel do Valašského Meziříčí, kde působil v zemském ústavu pro hluchoněmé.
Působil i jako organizátor kulturního života, primárně se svoji manželkou Janou organizovali výchovné koncerty, působil také jako pěvec v ostravské opeře nebo brněnském rozhlase. Zpíval také v Norimberku nebo Mnichově.